# Garita Kilómetro 26

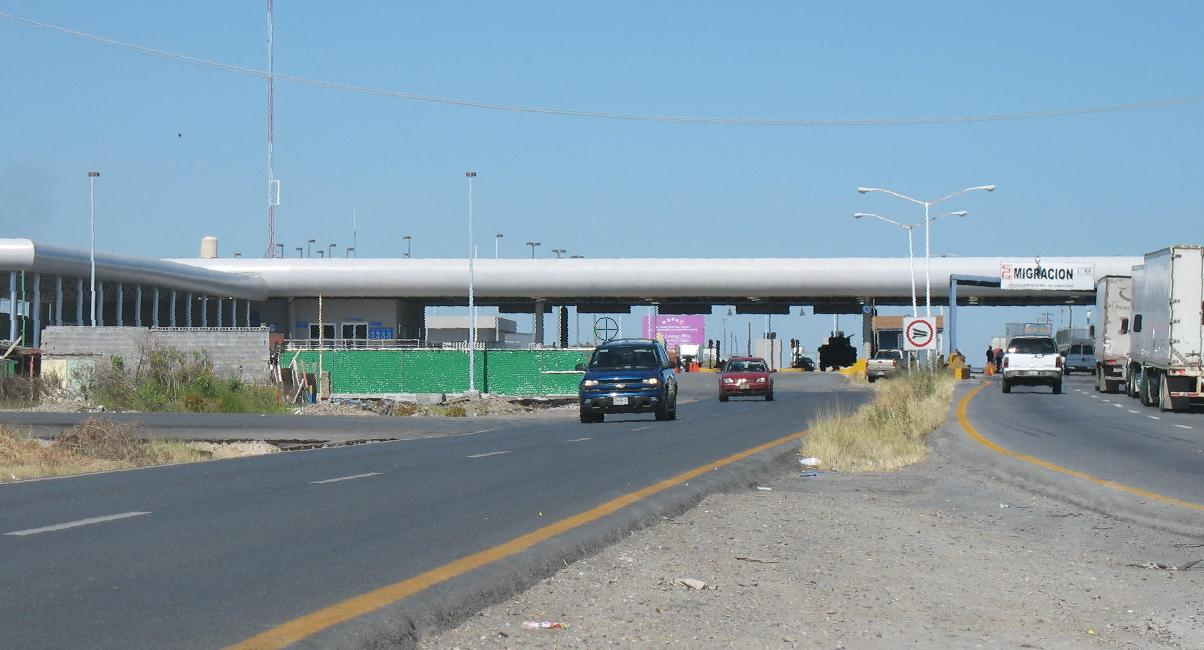
La garita kilómetro 26

La garita Kilómetro 26 és un punt d'inspecció federal operat pel govern mexicà, situat a 26 km al sud de Nuevo Laredo, Mèxic. És generalment coneguda com a "Kilómetro veintiséis", o "el veintiséis". Més de 4.000 camions hi passen cada dia.